# Stemhebbende alveolaire fricatief
De stemhebbende alveolaire fricatief is een medeklinker die in het Internationaal Fonetisch Alfabet en X-SAMPA aangeduid wordt met [z].
De klank kent twee varianten: een sibilante en een niet-sibilante versie.

## Sibilante versie
De sibilante versie van de stemhebbende alveolaire fricatief komt veel voor in Europese talen, maar is daarbuiten een stuk zeldzamer. Maar 28% van de talen in de wereld kent een sibilante stemhebbende alveolaire fricatief. Van die talen bevindt 85% zich in Europa, Afrika en West-Azië.
Een voorbeeld van een Nederlands woord waarin deze klank voorkomt, is zee.
Kenmerken zijn:
- De manier van articulatie is sibilant-fricatief, wat wil zeggen dat de klank geproduceerd wordt door lucht door een groef in de tong te blazen op het articulatiepunt, en de lucht vervolgens over de scherpe kant van de tanden te blazen waardoor turbulentie ontstaat.
- Het articulatiepunt is alveolaar, wat wil zeggen dat de klank uitgesproken wordt door de tong contact te laten maken met de bovenste tandkas of superieure alveolare rand.
- Het type articulatie is stemhebbend, wat wil zeggen dat de stembanden meetrillen bij het articuleren van de klank.
- Het is een orale medeklinker, wat wil zeggen dat de lucht door de mond naar buiten stroomt.
- Het is een centrale medeklinker, wat wil zeggen dat de lucht over het midden van de tong stroomt, in plaats van langs de zijkanten.
- Het luchtstroommechanisme is pulmonisch-egressief, wat wil zeggen dat lucht uit de longen gestuwd wordt, in plaats van uit de glottis of de mond.

## Niet-sibilante versie
De niet-sibilante versie van de stemhebbende alveolaire fricatief wordt meestal aangeduid met de symbolen < ð̠ > en <ð͇>, daar het IPA geen aparte symbolen kent voor de sibilante en niet-sibilante versies van alveolaren. Deze klank vrij zeldzaam.
Kenmerken zijn:
- De manier van articulatie is fricatief, wat wil zeggen dat de klank geproduceerd wordt door hinder die de luchtstroom ondervindt op de plaats van articulatie, waardoor turbulentie ontstaat.
- Het articulatiepunt is alveolaar, wat wil zeggen dat de klank uitgesproken wordt door de tong contact te laten maken met de bovenste tandkas of superieure alveolare rand.
- Het type articulatie is stemhebbend, wat wil zeggen dat de stembanden meetrillen bij het articuleren van de klank.
- Het is een orale medeklinker, wat wil zeggen dat de lucht door de mond naar buiten stroomt.
- Het is een centrale medeklinker, wat wil zeggen dat de lucht over het midden van de tong stroomt, in plaats van langs de zijkanten.
- Het luchtstroommechanisme is pulmonisch-egressief, wat wil zeggen dat lucht uit de longen gestuwd wordt, in plaats van uit de glottis of de mond.

Deze pagina bevat fonetische informatie in het IPA, die in sommige browsers mogelijk niet correct wordt weergegeven.
Waar symbolen in paren voorkomen, vertegenwoordigt het rechter teken een stemhebbende medeklinker. Gearceerde gebieden bevatten medeklinkers die worden beschouwd als onuitspreekbaar.
Zie ook: IPA, Klinkers